# Zofia Opacka-Matera
Zofia Opacka-Matera (ur. 10 marca 1916 w Malejowcach koło Kamieńca Podolskiego, zm. 25 lutego 1985 w Rabce), zasłużona pielęgniarka polska.
Ukończyła Gimnazjum Żeńskie Sióstr Urszulanek w Kołomyi. Była dyplomowaną pielęgniarką i położną. W 1952 rozpoczęła pracę w Rabce, obejmując funkcję dyrektora Ośrodka Szkolenia Pielęgniarek Polskiego Czerwonego Krzyża. Później była pielęgniarką w Śląskim Ośrodku Rehabilitacji Dzieci i w pogotowiu ratunkowym. 
Zmarła 25 lutego 1985 w Rabce, pochowana została na miejscowym cmentarzu parafialnym przy ulicy Orkana. Jako zasłużona dla rozwoju służby zdrowia w Polsce pielęgniarka została patronką Studium Medycznego w Rabce, a w gmachu szkoły wmurowano poświęconą jej tablicę pamiątkową.